# Ana Ibáñez Llorente
Ana Ibáñez Llorente (Haro, La Rioja, 12 de febrero  de 1981) es una periodista y presentadora española.

## Trayectoria profesional
Es licenciada en Comunicación Audiovisual por la Facultad de Comunicación de la Universidad de Navarra y Máster en Periodismo de Televisión por la Universidad Rey Juan Carlos de Madrid.
Empezó su andadura periodística en 1999 como locutora de radio pasando por varios medios de comunicación: Net 21 Radio en Pamplona, Cadena SER, Radio Euskadi en Bilbao, Radio Navarra-COPE y Cadena 100. 
En 2006 entró a formar parte de la plantilla del canal Canal 24 horas de TVE. Presentó el informativo de madrugada (de 3h00 a 7h00 horas) desde el 11 de diciembre de 2006 hasta el 14 de mayo de 2010. Al mismo tiempo, copresentó La noche en 24 horas con Vicente Vallés, desde el 14 de septiembre de 2009 hasta el 14 de mayo de 2010, que posteriormente presentó entre el 17 de septiembre de 2012 y el 12 de julio de 2013.
Entre el 17 de mayo y el 2 de julio de 2010 junto a Elena S. Sánchez presentó la tarde en 24 horas. Entre el 13 de septiembre de 2010 y el 26 de agosto de 2011 copresentó La tarde en 24 horas. En 2011 (22/03/11-20/04/11) presentó el programa España en 24 horas. 
Entre el 12 de septiembre de 2011 y el 17 de agosto de 2012 y entre el 16 de agosto de 2013 y el 22 de agosto de 2014 presentó La mañana en 24 horas junto a Ángeles Bravo. Al mismo tiempo, hizo sustituciones en verano de 2014 en los Telediarios Fin de semana.
Entre el 21 de septiembre de 2013 y el 19 de junio de 2015 presentó el programa Conversatorios en Casa de América entrevistando a personajes latinoamericanos de reconocido prestigio en los salones de Casa de América.
Desde el 8 de septiembre de 2014 al 23 de octubre de 2018 presentó el Telediario Matinal junto a Diego Losada (08/09/14-14/07/17); Jerónimo Fernández (04/09/17-06/07/18) e Inma Gómez-Lobo (03/09/18-23/10/18).
Desde el 5 de noviembre de 2018 hasta el 1 de julio de 2022, pasa a presentar España directo junto a Diego Losada (05/11/18-19/12/19); en solitario (20/12/19-30/04/21) y con Àngel Pons (10/05/21-01/07/22); Asimismo, en verano de 2019 (29/07/19-30/08/19) fue sustituta de María Casado en La mañana. 
Desde el 12 de septiembre de 2022 presenta el bloque de Deportes de la primera edición del Telediario de Televisión Española.

## Premios
- Premio Iris 2013 de la Academia de Televisión.
- Premio Jarrerismo 2020 (Entregado en 2022). [3]
- Premio Antena de Plata 2024, otorgado por la Asociación de Profesionales de Radio y Televisión de Madrid. [4]